# Sport-Club Freiburg 1978-1979
Questa voce raccoglie le informazioni riguardanti lo Sport-Club Freiburg nelle competizioni ufficiali della stagione 1978-1979.

## Stagione
Nella stagione 1978-1979 il Friburgo, allenato da Manfred Brief e Heinz Baas, concluse il campionato di 2. Bundesliga al 15º posto. In Coppa di Germania il Friburgo fu eliminato al terzo turno dal RW Oberhausen.

## Rosa
| N. |                     | Ruolo | Calciatore         |
| -- | ------------------- | ----- | ------------------ |
|    | Germania (bandiera) | P     | Andreas Müller     |
|    | Germania (bandiera) | P     | Günther Wienhold   |
|    | Germania (bandiera) | P     | Michael Zeitvogel  |
|    | Germania (bandiera) | D     | Volker Faß         |
|    | Germania (bandiera) | D     | Herbert Gelfert    |
|    | Germania (bandiera) | D     | Norbert Martinelli |
|    | Germania (bandiera) | D     | Klemens Smukalla   |
|    | Germania (bandiera) | D     | Klaus Steinwarz    |
|    | Germania (bandiera) | D     | Fritz Treuheit     |
|    | Germania (bandiera) | D     | Karl-Heinz Wöhrlin |
|    | Germania (bandiera) | C     | Reinhard Binder    |
|    | Germania (bandiera) | C     | Hans Bührer        |

| N. |                     | Ruolo | Calciatore           |
| -- | ------------------- | ----- | -------------------- |
|    | Germania (bandiera) | C     | Klaus Bury           |
|    | Germania (bandiera) | C     | Hans-Dietmar Deinert |
|    | Germania (bandiera) | C     | Günter Ehret         |
|    | Polonia (bandiera)  | C     | Henryk Kruppa        |
|    | Ungheria (bandiera) | C     | Gabor Zele           |
|    | Germania (bandiera) | A     | Peter Baum           |
|    | Serbia (bandiera)   | A     | Ninoslav Crnjanin    |
|    | Germania (bandiera) | A     | Paul Dörflinger      |
|    | Germania (bandiera) | A     | Joachim Löw          |
|    | Germania (bandiera) | A     | Alfred Steinkirchner |
|    | Germania (bandiera) | A     | Siegfried Susser     |
|    | Germania (bandiera) | A     | Reinhard Willi       |

## Organigramma societario
Area tecnica
- Allenatore: Heinz Baas
- Allenatore in seconda:
- Preparatore dei portieri:
- Preparatori atletici:

## Calciomercato

### Sessione estiva
| Acquisti | Acquisti             | Acquisti              | Acquisti |
| R.       | Nome                 | da                    | Modalità |
| -------- | -------------------- | --------------------- | -------- |
| A        | Alfred Steinkirchner | Norimberga            |          |
| A        | Siegfried Susser     | Norimberga            |          |
| A        | Paul Dörflinger      | SV Weil               |          |
| D        | Volker Faß           | Osnabrück             |          |
| D        | Fritz Treuheit       | Freiburger            |          |
| P        | Günther Wienhold     | Eintracht Francoforte |          |
| A        | Reinhard Willi       | SC Kriens             |          |
| D        | Karl-Heinz Wöhrlin   | Schwenningen          |          |
| C        | Gabor Zele           | FSV Francoforte       |          |

| Cessioni | Cessioni         | Cessioni  | Cessioni |
| R.       | Nome             | a         | Modalità |
| -------- | ---------------- | --------- | -------- |
| C        | Wolfgang Schüler | Karlsruhe |          |

### Sessione invernale
| Acquisti | Acquisti | Acquisti | Acquisti |
| R.       | Nome     | da       | Modalità |
| -------- | -------- | -------- | -------- |

| Cessioni | Cessioni | Cessioni | Cessioni |
| R.       | Nome     | a        | Modalità |
| -------- | -------- | -------- | -------- |

## Risultati

### 2. Bundesliga

#### Girone di andata
| Arbitro: | Filla |

|  |           |                           |
|  | Marcatori | 20’ Seubert 69’ Schuberth |

| Arbitro: | Glaw |

|                                         |           |  |
| Krause 15’ Lasch 51’, 65’ Bitz 69’, 84’ | Marcatori |  |

| Arbitro: | Dilg |

|  |           |                                                                               |
|  | Marcatori | 6’ (aut.) Deinert 46’ Ney 50’ Gruler 61’ (aut.) Wöhrlin 80’ (rig.) Schwickert |

| Arbitro: | Jupe |

|                           |           |  |
| Kirschner 42’, 50’ (rig.) | Marcatori |  |

| Arbitro: | Drescher |

|                                            |           |                                  |
| Dörflinger 25’, 33’, 54’ Zacher 37’ (rig.) | Marcatori | 58’ Müller 70’ (rig.), 76’ Unger |

| Arbitro: | Kinzinger |

|                                   |           |                                        |
| Größler 8’ (rig.), 70’ Breuer 14’ | Marcatori | 35’ Zacher 54’ Dörflinger 76’ Smukalla |

| Arbitro: | Klauser |

|  |           |                       |
|  | Marcatori | 10’ Steiner 79’ Knapp |

| Arbitro: | Röder |

|                             |           |                         |
| Beichle 6’ Greifenegger 53’ | Marcatori | 38’ Crnjanin 40’ Binder |

| Arbitro: | Frickel |

|                                 |           |                  |
| Willi 6’ Löw 31’ Dörflinger 88’ | Marcatori | 78’ Erkenbrecher |

| Arbitro: | Aldinger |

|                                   |           |  |
| Derigs 59’ Bruder 61’ Metzler 67’ | Marcatori |  |

| Arbitro: | Hontheim |

|                        |           |                                |
| Bury 3’ Dörflinger 56’ | Marcatori | 24’ (rig.) Schleiter 77’ Bordt |

| Arbitro: | Correll |

|                                                        |           |                   |
| Killmaier 15’ (rig.) Klein 40’, 86’ Drefahl 67’ (rig.) | Marcatori | 83’ (rig.) Zacher |

| Arbitro: | Könen |

|                                            |           |                                        |
| Dörflinger 12’, 67’ Zacher 43’ Wöhrlin 83’ | Marcatori | 22’, 38’ Eichhorn 62’ Kobel 79’ Keller |

| Arbitro: | Bodmer |

|                                       |           |                |
| Hofeditz 19’ Kohlhäufl 28’ Gerber 73’ | Marcatori | 45’ Dörflinger |

| Arbitro: | Reinstädtler |

|                                     |           |  |
| Zele 29’ Dörflinger 80’ Deinert 87’ | Marcatori |  |

| Arbitro: | Brückner |

|                   |           |                                |
| Groppe 22’ (rig.) | Marcatori | 62’, 80’ Dörflinger 78’ Susser |

| Arbitro: | Wohlfarth |

|                       |           |                   |
| Susser 43’ Binder 52’ | Marcatori | 48’, 73’ Đorđević |

| Arbitro: | Glaw |

|                            |           |            |
| Haug 45’ Allgöwer 60’, 71’ | Marcatori | 82’ Zacher |

| Arbitro: | Michel |

|  |           |            |
|  | Marcatori | 19’ Struth |

#### Girone di ritorno
| Worms 13 gennaio 1979 20ª giornata | Wormatia Worms | 0 – 0 referto | Friburgo | Wormatia-Stadion (4 000 spett.)\| Arbitro: \| Gschwender \| |
| Arbitro:                           | Gschwender     |               |          |                                                             |

| Arbitro: | Regneri |

|                           |           |          |
| Dörflinger 16’ Susser 41’ | Marcatori | 40’ Bitz |

| Homburg 16 aprile 1979 22ª giornata | Homburg  | 0 – 0 referto | Friburgo | Waldstadion (3 000 spett.)\| Arbitro: \| Dellwing \| |
| Arbitro:                            | Dellwing |               |          |                                                      |

| Friburgo in Brisgovia 24 aprile 1979 23ª giornata | Friburgo | 0 – 0 referto | Fürth | Möslestadion (1 200 spett.)\| Arbitro: \| Boos \| |
| Arbitro:                                          | Boos     |               |       |                                                   |

| Arbitro: | Jupe |

|                       |           |            |
| Künkel 8’ Schwarz 79’ | Marcatori | 53’ Susser |

| Arbitro: | Kuhn |

|                                                 |           |                        |
| Bury 14’ Susser 25’ Löw 33’, 69’ Dörflinger 60’ | Marcatori | 55’ Hofmann 87’ Breuer |

| Arbitro: | Röder |

|  |           |               |
|  | Marcatori | 3’ Dörflinger |

| Arbitro: | Therre |

|                             |           |  |
| Susser 17’, 72’ Deinert 86’ | Marcatori |  |

| Arbitro: | Dilg |

|                    |           |                     |
| Ganz 7’ Thomas 76’ | Marcatori | 28’, 87’ Dörflinger |

| Arbitro: | Frickel |

|               |           |  |
| Dörflinger 8’ | Marcatori |  |

| Arbitro: | Föckler |

|                                          |           |  |
| Oleknavicius 5’ Malura 48’ Schwemmle 66’ | Marcatori |  |

| Arbitro: | Quindeau |

|                                   |           |  |
| Deinert 30’ (rig.) Dörflinger 41’ | Marcatori |  |

| Arbitro: | Hellwig |

|                                           |           |  |
| Conrad 5’, 85’ Pink 12’ Martin 43’ (rig.) | Marcatori |  |

| Arbitro: | Filla |

|             |           |                             |
| Deinert 20’ | Marcatori | 19’ Gerber 62’, 80’ Metzger |

| Arbitro: | Jupe |

|                                                            |           |                         |
| Stöckle 49’, 80’ Faß 70’ (aut.) Anspann 75’ Weißberger 78’ | Marcatori | 32’ Zele 34’ Dörflinger |

| Arbitro: | Schmoock |

|         |           |  |
| Löw 82’ | Marcatori |  |

| Arbitro: | Fleischer |

|                       |           |  |
| Hermandung 56’ (rig.) | Marcatori |  |

| Friburgo in Brisgovia 2 giugno 1979 37ª giornata | Friburgo | 0 – 0 referto | Kickers Stoccarda | Möslestadion (1 000 spett.)\| Arbitro: \| Ross \| |
| Arbitro:                                         | Ross     |               |                   |                                                   |

| Arbitro: | Hellwig |

|                                        |           |            |
| Kohlenbrenner 51’ Struth 52’, 69’, 78’ | Marcatori | 27’ Susser |

### Coppa di Germania
| Arbitro: | Joos |

|                                 |           |               |
| Deinert 4’ Zacher 67’ Willi 74’ | Marcatori | 51’ Meininger |

| Arbitro: | Clajus |

|                     |           |  |
| Dörflinger 85’, 89’ | Marcatori |  |

| Arbitro: | Uhlig |

|              |           |                     |
| Pangerl 116’ | Marcatori | 104’ (rig.) Deinert |

| Arbitro: | Bodmer |

|                               |                      |                                     |
| Zacher Deinert Faß Löw Susser | Tiri di rigore 2 – 3 | Bachmann Pangerl Quabeck Dombrowski |

## Statistiche

### Statistiche di squadra
| Competizione      | Punti | In casa | In casa | In casa | In casa | In casa | In casa | In trasferta | In trasferta | In trasferta | In trasferta | In trasferta | In trasferta | Totale | Totale | Totale | Totale | Totale | Totale | DR  |
| Competizione      | Punti | G       | V       | N       | P       | Gf      | Gs      | G            | V            | N            | P            | Gf           | Gs           | G      | V      | N      | P      | Gf     | Gs     | DR  |
| ----------------- | ----- | ------- | ------- | ------- | ------- | ------- | ------- | ------------ | ------------ | ------------ | ------------ | ------------ | ------------ | ------ | ------ | ------ | ------ | ------ | ------ | --- |
| 2. Bundesliga     | 32    | 19      | 9       | 5       | 5       | 33      | 28      | 19           | 2            | 5            | 12           | 18           | 47           | 38     | 11     | 10     | 17     | 51     | 75     | -24 |
| Coppa di Germania | -     | 3       | 2       | 1       | 0       | 5       | 1       | 1            | 0            | 1            | 0            | 1            | 1            | 4      | 2      | 2      | 0      | 6      | 2      | +4  |
| Totale            | 32    | 22      | 11      | 6       | 5       | 38      | 29      | 20           | 2            | 6            | 12           | 19           | 48           | 42     | 13     | 12     | 17     | 57     | 77     | -20 |

### Andamento in campionato
| Giornata  | 1  | 2  | 3  | 4  | 5  | 6  | 7  | 8  | 9  | 10 | 11 | 12 | 13 | 14 | 15 | 16 | 17 | 18 | 19 | 20 | 21 | 22 | 23 | 24 | 25 | 26 | 27 | 28 | 29 | 30 | 31 | 32 | 33 | 34 | 35 | 36 | 37 | 38 |
| --------- | -- | -- | -- | -- | -- | -- | -- | -- | -- | -- | -- | -- | -- | -- | -- | -- | -- | -- | -- | -- | -- | -- | -- | -- | -- | -- | -- | -- | -- | -- | -- | -- | -- | -- | -- | -- | -- | -- |
| Luogo     | C  | T  | C  | T  | C  | T  | C  | T  | C  | T  | C  | T  | C  | T  | C  | T  | C  | T  | C  | T  | C  | T  | C  | T  | C  | T  | C  | T  | C  | T  | C  | T  | C  | T  | C  | T  | C  | T  |
| Risultato | P  | P  | P  | P  | V  | N  | P  | N  | V  | P  | N  | P  | N  | P  | V  | V  | N  | P  | P  | N  | V  | N  | N  | P  | V  | V  | V  | N  | V  | P  | V  | P  | P  | P  | V  | P  | N  | P  |
| Posizione | 19 | 20 | 20 | 20 | 19 | 19 | 20 | 19 | 16 | 19 | 18 | 18 | 18 | 18 | 18 | 15 | 16 | 16 | 17 | 17 | 16 | 15 | 15 | 15 | 15 | 14 | 14 | 12 | 10 | 12 | 11 | 11 | 12 | 14 | 13 | 14 | 13 | 15 |

Legenda:

Luogo: C = Casa; T = Trasferta. Risultato: V = Vittoria; N = Pareggio; P = Sconfitta.

### Statistiche dei giocatori
| Giocatore        | 2. Bundesliga | 2. Bundesliga | 2. Bundesliga | 2. Bundesliga | Coppa di Germania | Coppa di Germania | Coppa di Germania | Coppa di Germania | Totale   | Totale | Totale      | Totale     |
| Giocatore        | Presenze      | Reti          | Ammonizioni   | Espulsioni    | Presenze          | Reti              | Ammonizioni       | Espulsioni        | Presenze | Reti   | Ammonizioni | Espulsioni |
| ---------------- | ------------- | ------------- | ------------- | ------------- | ----------------- | ----------------- | ----------------- | ----------------- | -------- | ------ | ----------- | ---------- |
| P. Baum          | 7             | 0             | 1             | 0             | 1                 | 0                 | 0                 | 0                 | 8        | 0      | 1           | 0          |
| R. Binder        | 37            | 2             | 1             | 0             | 4                 | 0                 | 0                 | 0                 | 41       | 2      | 1           | 0          |
| K. Bury          | 35            | 2             | 7             | 1             | 4                 | 0                 | 0                 | 0                 | 39       | 2      | 7           | 1          |
| H. Bührer        | 25            | 0             | 4             | 0             | 2                 | 0                 | 0                 | 0                 | 27       | 0      | 4           | 0          |
| N. Crnjanin      | 8             | 1             | 0             | 0             | 2                 | 0                 | 0                 | 0                 | 10       | 1      | 0           | 0          |
| H. Deinert       | 32            | 4             | 1             | 0             | 4                 | 2                 | 1                 | 0                 | 36       | 6      | 2           | 0          |
| P. Dörflinger    | 37            | 20            | 8             | 0             | 4                 | 2                 | 0                 | 0                 | 41       | 22     | 8           | 0          |
| G. Ehret         | 1             | 0             | 0             | 0             | 0                 | 0                 | 0                 | 0                 | 1        | 0      | 0           | 0          |
| V. Faß           | 27            | 0             | 3             | 0             | 2                 | 0                 | 0                 | 1                 | 29       | 0      | 3           | 1          |
| H. Gelfert       | 14            | 0             | 1             | 0             | 1                 | 0                 | 0                 | 0                 | 15       | 0      | 1           | 0          |
| H. Kruppa        | 0             | 0             | 0             | 0             | 0                 | 0                 | 0                 | 0                 | 0        | 0      | 0           | 0          |
| J. Löw           | 33            | 4             | 2             | 0             | 3                 | 0                 | 1                 | 0                 | 36       | 4      | 3           | 0          |
| N. Martinelli    | 6             | 0             | 0             | 0             | 1                 | 0                 | 0                 | 0                 | 7        | 0      | 0           | 0          |
| A. Müller        | 1             | 0             | 0             | 0             | 0                 | 0                 | 0                 | 0                 | 1        | 0      | 0           | 0          |
| K. Smukalla      | 9             | 1             | 0             | 0             | 1                 | 0                 | 1                 | 0                 | 10       | 1      | 1           | 0          |
| A. Steinkirchner | 20            | 0             | 2             | 0             | 1                 | 0                 | 1                 | 0                 | 21       | 0      | 3           | 0          |
| K. Steinwarz     | 31            | 0             | 6             | 0             | 4                 | 0                 | 0                 | 0                 | 35       | 0      | 6           | 0          |
| S. Susser        | 17            | 8             | 4             | 1             | 2                 | 0                 | 0                 | 0                 | 19       | 8      | 4           | 1          |
| F. Treuheit      | 10            | 0             | 0             | 0             | 1                 | 0                 | 1                 | 0                 | 11       | 0      | 1           | 0          |
| G. Wienhold      | 34            | 0             | 1             | 0             | 3                 | 0                 | 0                 | 0                 | 37       | 0      | 1           | 0          |
| R. Willi         | 14            | 1             | 1             | 0             | 2                 | 1                 | 0                 | 0                 | 16       | 2      | 1           | 0          |
| K. Wöhrlin       | 28            | 1             | 3             | 1             | 4                 | 0                 | 0                 | 0                 | 32       | 1      | 3           | 1          |
| H. Zacher        | 15            | 5             | 2             | 0             | 2                 | 1                 | 0                 | 0                 | 17       | 6      | 2           | 0          |
| M. Zeitvogel     | 3             | 0             | 0             | 0             | 1                 | 0                 | 0                 | 0                 | 4        | 0      | 0           | 0          |
| G. Zele          | 24            | 2             | 6             | 0             | 1                 | 0                 | 0                 | 0                 | 25       | 2      | 6           | 0          |